# 安德烈亚·卡萨拉
安德里亚·卡萨拉（義大利語：Andrea Cassarà，1984年1月3日—），意大利男子击剑运动员。他曾获得2004年夏季奥运会男子花剑个人铜牌、团体金牌，2012年夏季奥运会男子花剑团体金牌。